# Гигантские вирусы
Гигантские вирусы (англ. Giant viruses) — группа очень крупных вирусов, которые можно рассмотреть под световым микроскопом; по размерам не уступают бактериям, из-за этого сначала были отнесены к грамположительным бактериям. Их геномы чрезвычайно велики и часто содержат гены, кодирующие компоненты синтеза белка, что никогда не наблюдается у остальных вирусов; кроме того, некоторые гены, выявленные у представителей этой группы вирусов, неизвестны ни для каких иных организмов. Большинство гигантских вирусов имеют белковый капсид, характерный для остальных вирусов, однако некоторые гигантские вирусы окружены особым тегументом (белковой оболочкой). Как правило, гигантские вирусы поражают протистов. На некоторых гигантских вирусах паразитируют вирофаги.
По данным ICTV на 2018 год, признаны два семейства гигантских вирусов — Mimiviridae и Marseilleviridae.
Иногда по отношению к гигантским вирусам используют термин «гирусы».

## История изучения
История изучения гигантских вирусов началась в 1992 году в Англии. Изучая причины возникновения вспышки пневмонии, учёные исследовали образцы воды, взятые из воздухоохлаждающей системы. Образцы некоторое время инкубировали вместе с культурой амёб Acanthamoeba polyphaga, чтобы выявить внутриклеточные патогенные микроорганизмы, похожие на бактерий рода Legionella, которые обитают внутри амёб. Исследователи смогли обнаружить неизвестный патоген, который был видим в световой микроскоп и красился по Граму положительно, в связи с чем и был отнесен к бактериям. Однако новооткрытую бактерию никак не удавалось вырастить в чистой культуре без амёб. В течение более чем десяти лет попытки классифицировать новую бактерию не давали результатов. Стандартный способ определения новых видов бактерий и архей основан на размножении с помощью полимеразной цепной реакции (ПЦР) участка генома, кодирующего 16S рРНК, и его последующем секвенировании. Однако получить этот участок генома неизвестной бактерии никак не удавалось, несмотря на использование разнообразных протоколов ПЦР. В 2003 году неизвестный микроорганизм изучила с помощью электронной микроскопии французская исследовательская группа Дидье Рауля. Оказалось, что это не бактерия, а очень крупный вирус с икосаэдрическим капсидом. За свое сходство с микроорганизмами новый вирус получил название «мимивирус» (от англ. mimicking microbes — «похожий на микроорганизмы»). С самого открытия вирусов в конце XIX века было принято считать, что вирусы невозможно рассмотреть с помощью светового микроскопа, поэтому открытие мимивируса противоречило устоявшимся догмам вирусологии. Генов 16S рРНК у мимивируса не было просто потому, что у вирусов не бывает рибосом.
После открытия мимивируса множество исследовательских групп начали инкубировать культуры амёб с различными образцами из окружающей среды, и по прошествии некоторого времени во многих случаях в культуре обнаруживали очень крупные вирусы. Появилось множество усовершенствований первоначального протокола, делающих его всё более и более эффективным. Впоследствии учёные стали выращивать вирусы не только в культурах амёб, но и в культурах других протистов. Одних видов мимивирусов на данный момент известно около сотни. Гигантские вирусы были обнаружены даже в образце сибирской вечной мерзлоты. В последние годы несколько гигантских вирусов удалось обнаружить с помощью метагеномики. В 2008 году был открыт первый вирофаг (Спутник) — вирус, который может размножаться в клетках только в присутствии вируса-хозяина (как правило, гигантского вируса) и мешает его успешному размножению. На данный момент известно более десяти видов вирофагов.

## Общая характеристика
Под гигантскими вирусами обычно понимают вирусы с геномом длиннее 200 тысяч пар оснований (п. о.) и вирионами больше 0,2 мкм в диаметре. Кроме того, гигантским вирусам присущ ряд общих генетических и структурных особенностей. Во-первых, их геномы всегда представлены двухцепочечной ДНК и содержат значительную долю генов-сирот — от 31 % у Cedratvirus до 84 % у Pandoravirus salinus. Генами-сиротами называют гены, которые больше не обнаруживаются ни у каких живых организмов (в англоязычных источниках их называют ORFans из-за игры слов: ORF (open reading frame) — открытая рамка считывания, а слово ORFan звучит как orphan — «сирота»). Во-вторых, в их геномах имеются интроны и интеины (участки белковых молекул, которые могут сами вырезаться и сращивать концы разрыва), а также мобильные генетические элементы (трансповироны у мимивирусов и MITEs у Pandoravirus salinus).
Самым главным отличием гигантских вирусов от остальных вирусов является то, что в их геномах закодированы молекулы, принимающие участие в трансляции: аминоацил-тРНК-синтетазы, факторы трансляции и тРНК. Таких генов нет только у Pithovirus sibericum. Представители родов Marseillevirus, Pithovirus, Faustovirus, Kauamoebovirus и Cedratvirus не имеют генов, кодирующих тРНК. Гигантских вирусов сближают и некоторые особенности структуры. Например, вирионы мимивируса и Marseillevirus снабжены особыми фибриллами. Для выхода генетического материала в цитоплазму амёбы у гигантских вирусов имеются поры, находящиеся в вершинах капсидов или тегументов. У тех гигантских вирусов, вирионы которых покрыты настоящим капсидом, в его мажорном белке имеется особый мотив, известный как двойной jelly-roll fold. Он имеется только у белков капсидов вирусов с двухцепочечным геномом и нигде более в живом мире. Такие белки формируют олигомеры по типу черепицы, в конечном итоге собираясь в замкнутую белковую оболочку. У Faustovirus с двуслойным капсидом мотив jelly-roll обнаруживается только у белков верхнего слоя.
Таксономическое положение гигантских вирусов ещё не до конца определено, и многие недавно описанные виды, роды и даже семейства гигантских вирусов ещё не получили официального признания Международным комитетом по таксономии вирусов (англ. International committee on virus taxonomy, ICTV). Пока ICTV признал два семейства гигантских вирусов: Mimiviridae и Marseilleviridae. В 2012 году было предложено[кем?] объединить гигантских вирусов и NCLDV в новый порядок — Megavirales. В порядок Megavirales хотят включить Mimiviridae, Marseilleviridae, Ascoviridae, Iridoviridae, Phycodnaviridae, асфаровирусы и поксвирусы.

## Разнообразие

### Mimiviridae

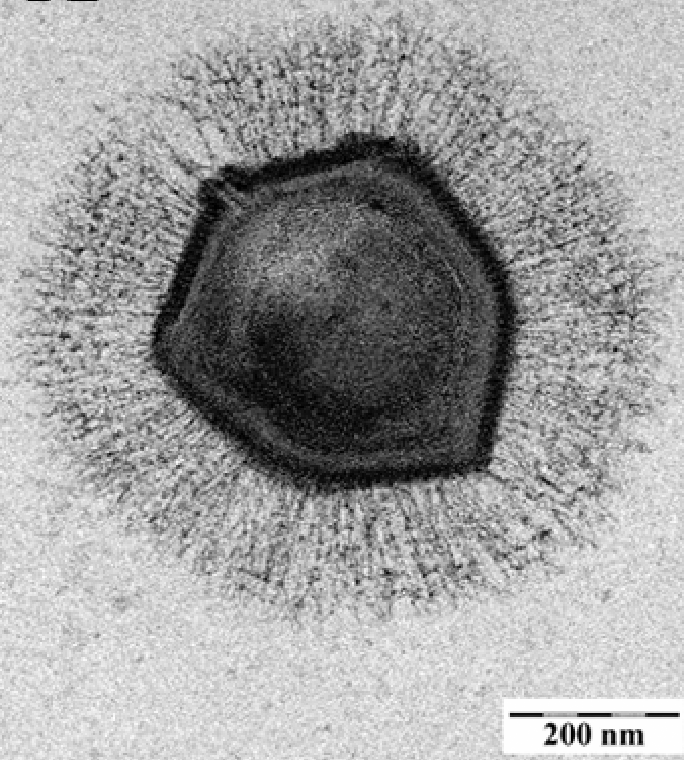
Мимивирус под электронным микроскопом

Вирион мимивируса, первого открытого представителя семейства Mimiviridae, состоит из икосаэдрического капсида размером 500 нм и покрывающих его фибрилл длиной 75 нм. Эти фибриллы имеют уникальное для вирусов строение и позволяют вириону прикрепляться к клеткам бактерий, членистоногих и грибов. Спустя год после описания мимивируса его геном был секвенирован. Оказалось, что геном мимивируса представлен кольцевой двухцепочечной ДНК длиной 1,2 миллиона п. о., в которой, предположительно, находятся 979 генов. Некоторые из них, такие как гены белков трансляции (аминоацил-тРНК-синтетаз и факторов трансляции), раньше никогда не находили в вирусных геномах. В целом гены мимивируса можно разделить на четыре группы:
- ко́ровые гены;
- гены, приобретённые с помощью горизонтального переноса;
- дуплицированные гены (паралоги);
- гены-сироты[3][4].

К коровым генам относят гены, имеющиеся также у так называемых ядерно-цитоплазматических крупных ДНК-содержащих вирусов (NCLDCV) — вирусов, которые до открытия мимивируса считались самыми большими. В геноме мимивируса обнаруживаются последовательности, позаимствованные у бактерий, эукариот, архей и других вирусов. Однако абсолютное большинство генов мимивируса — сироты, для которых во всех базах данных нет гомологов. В вирионе мимивируса, кроме геномной ДНК, содержится некоторое количество мРНК.
Сейчас мимивирус и близкие к нему вирусы выделяют в семейство Mimiviridae, подразделяющееся на три линии: А, В и С. К линии А относятся такие вирусы, как мимивирус и Mamavirus амёбы Acantamoeba polyphaga, к линии В относится Mumuvirus Acantamoeba polyphaga, а представителем линии С может служить Megavirus chiliensis. Некоторых представителей Mimiviridae не удалось отнести ни к одной из перечисленных линий, как, например, Cafeteria roenbergensis virus (CroV), поражающий протиста Cafeteria roenbergensis.

### Marseilleviridae
Через шесть лет после открытия мимивируса был описан ещё один гигантский вирус, поражающий амёб. Как и мимивирус, его обнаружили в воде из воздухоохлаждающего сооружения, но на этот раз в Париже. Новый вирус получил название Marseillevirus. Его вирион мельче вириона мимивируса и имеет икосаэдрический капсид размером 250 нм. Геном Marseillevirus представлен кольцевой двухцепочечной ДНК, в которой находятся 457 генов, значительно отличающихся от генов мимивируса. Среди них есть два гена, кодирующие гистоноподобные белки. Однако среди генов Marseillevirus можно выделить всё те же четыре основные группы — коровые гены, гены-паралоги, горизонтально приобретённые гены и гены-сироты. Как и у мимивируса, в геноме Marseillevirus есть гены, полученные от эукариот (в том числе амёбы-хозяина), бактерий, архей и вирусов, в том числе и гигантских. Предполагается, что такая высокая степень мозаицизма генома обусловлена интенсивным обменом генами с другими организмами, обитающими в цитоплазме амёбы-хозяина.
В 2011—2014 годах в образцах воды из разных частей света были обнаружены четыре вируса, родственных Marseillevirus. Кроме того, один родственный вирус нашли в Тунисе в насекомом, а ещё один родственник Marseillevirus — в кале здорового человека в Сенегале, что стало первым прецедентом обнаружения гигантских вирусов в образцах человеческого происхождения. Marseillevirus и родственные ему вирусы выделяют в семейство Marseilleviridae.

### Pandoravirus
В 2013 году были описаны два новых гигантских вируса, получивших названия Pandoravirus salinus и Pandoravirus dulcis. Эти организмы были известны давно, но, как в случае с мимивирусом, их вирусная природа была установлена далеко не сразу. В заблуждение, как и в случае с мимивирусом, ввёл необычный размер: их вирионы достигают около 1 мкм в длину и 0,5 мкм в диаметре. Размер их генома составляет 1,9 и 2,5 миллиона п.о. соответственно, что на данный момент является абсолютным рекордом среди вирусов. Подавляющее большинство генов Pandoravirus (84 % для P. salinus) являются генами-сиротами. У Pandoravirus имеются свои уникальные транспозоны, известные как MITEs (от англ. miniature inverted repeat transposable elements — «миниатюрные мобильные элементы с инвертированными повторами»).
До 2017 года считалось, что для вирусов рода Pandoravirus характерно полное отсутствие в их геноме генов, гомологичных каким-либо генам, кодирующим белки капсида. По этой причине у них нет капсида и какой-либо структуры, хотя бы отдалённо на него похожей. Их вирионы окружены особым чехлом (тегументом) толщиной около 70 нм, и на его верхушке имеется пора, через которую содержимое вириона попадает в цитоплазму амёбы. В 2017 году у Pandoravirus был идентифицирован ген, который может кодировать белок капсида. Кроме того, другие вирусные черты в полной мере присущи Pandoravirus: как и все вирусы, они размножаются в клетках и покидают их в виде вирионов, а в их геномах отсутствуют гены, кодирующие компоненты рибосом и белки, связанные с клеточным делением.
В 2015 году был описан третий вид рода Pandoravirus — Pandoravirus inopinatum. Его геном содержит 2,24 миллиона п. о. и на 85 и 89 % совпадает с геномами P. salinus и P. dulcis соответственно. В 2018 году сообщалось об открытии ещё трёх видов рода — Pandoravirus quercus, Pandoravirus neocaledonia, Pandoravirus macleodensis. Предложено также выделить род Pandoravirus в собственное семейство Pandoraviridae.

### Pithovirus

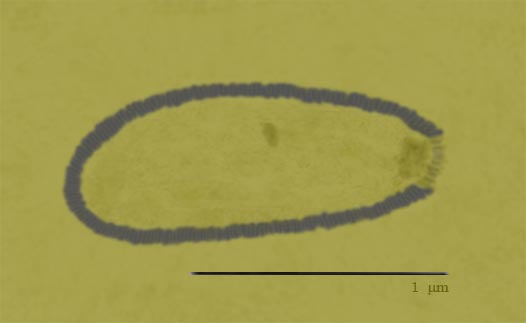
Вирион Pithovirus sibericum

В 2013 году был открыт вирус, по сей день считающийся самым крупным вирусом, — Pithovirus sibericum. Его выделили из образца сибирской вечной мерзлоты возрастом более 30 тысяч лет при помощи культивирования в клетках амёбы Acanthamoeba castellanii. Внешне его вирионы похожи на вирионы Pandoravirus, но существенно крупнее — их длина может достигать 1,5 мкм, что на данный момент является абсолютным рекордом в вирусном мире. Как и у Pandoravirus, вирионы Pithovirus окружены тегументом толщиной 60 нм с апикальной порой в форме правильного шестиугольника. Типичного капсида у Pithovirus тоже нет, однако в геноме этого вируса нашёлся ген, отдалённо похожий на ген, кодирующий белок капсида у представителей семейства Iridoviridae. По составу генов Pithovirus наиболее близок к Marseilleviridae и Iridoviridae. Более одной пятой генома Pithovirus представлено регулярно расположенными копиями одного и того же некодирующего повтора.
Поскольку первый Pithovirus выделили из очень древнего образца, высказывали предположения, что Pithovirus давно вымерли. Однако в 2016 году нашли ещё один Pithovirus — Pithovirus massiliensis — в образце сточных вод с юга Франции. Удивительно, но, несмотря на колоссальный размер вирионов Pithovirus, их геномы не так уж и велики: размер генома P. sibericum составляет около половины генома мимивируса.

### Mollivirus
В 2014 году из того же образца вечной мерзлоты, что и Pithovirus, был выделен ещё один гигантский вирус — Mollivirus sibericum. Как и Pithovirus, он размножается в амёбах Acanthamoeba castellanii. Сферический вирион молливируса достигает 500—600 нм в диаметре и заключает в себе геном длиной 625 тысяч п. о. В вирионы, помимо вирусного генома, упаковываются многие белки амёбы, в том числе рибосомные. Генетически молливирус, хотя и весьма отдалённо, наиболее близок к Pandoravirus.

### Faustovirus

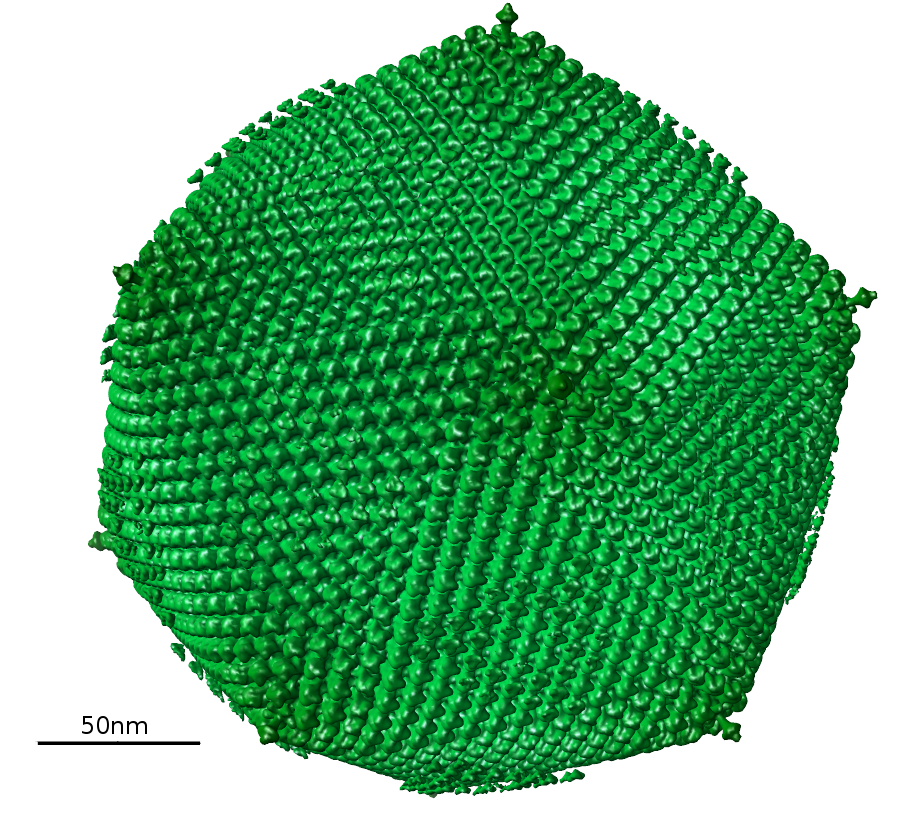
Вирион Faustovirus

Помимо амёб рода Acanthamoeba, в качестве клеток для выделения гигантских вирусов используют амёбу Vermamoeba vermiformis — наиболее типичную для человеческих фекалий и образцов больничной воды. С помощью этой амёбы в 2015 году из сточных вод выделили ещё один гигантский вирус — Faustovirus. Его капсид имеет форму икосаэдра и состоит из двух белковых слоёв, а не одного, как у большинства вирусов. Впоследствии вирусы рода Faustovirus обнаружили в разных частях света, но во всех случаях их выявляли только в сточных водах, благодаря чему они могут служить индикатором загрязнения воды фекалиями. Среди гигантских вирусов и NCLDVs ближайшими родственниками Faustovirus являются Asfarviridae — патогены свиней, однако геном Faustovirus в три раза крупнее геномов Asfarviridae. Геномы Faustovirus достигают 456—491 тысяч п. о. и содержат 457—519 генов. Любопытно, что гены, кодирующие белки капсида, разбросаны по участку длиной 17 тысяч п. о., поэтому эти гены могут подвергаться интенсивному сплайсингу. До этого в вирусном мире сплайсинг был описан только у аденовирусов и у гена белка капсида мимивируса.

### Kaumoebavirus
Использование V. vermiformis для культивации вместе с различными пробами из окружающего мира позволило описать ещё одну группу гигантских вирусов, известную как Kaumoebavirus. Как и Faustovirus, они выделены из образцов сточных вод и не имеют близких родственников среди известных вирусов. Наиболее близки к Kaumoebavirus вирусы рода Faustovirus и семейства Asfaviridae. Капсид имеет икосаэдрическую форму. Гены белков капсида разбросаны по участку длиной 5 тысяч п. о. По размеру генома Kaumoebavirus наиболее близок к Marseillevirus.

### Cedratvirus
В 2016 году в образце воды из Алжира с помощью амёбы A. castellanii обнаружили новый гигантский вирус — Cedratvirus. Из известных на данный момент вирусов к нему наиболее близок Pithovirus, хотя лишь одна пятая генов Cedratvirus похожа на гены Pithovirus. От других гигантских вирусов Cedratvirus отличается наличием двуслойных покровов. На ранних стадиях инфекции вирионы покрыты тегументом толщиной 40 нм, а у зрелых вирионов его толщина составляет 55 нм. Содержимое вириона попадает в цитоплазму через апикальную пору. Размер генома Cedratvirus близок к таковому у Pithovirus. Ещё один представитель рода Cedratvirus описан в 2017 году. В геномах обоих отсутствуют некодирующие повторы, которые так обильно представлены в геноме Pithovirus.

### Pacmanvirus
Pacmanvirus был описан в 2017 году с помощью амёбы A. castellanii. Свое название эти вирусы получили за форму капсида, наблюдаемую при негативном окрашивании в электронный микроскоп: он похож на главного героя одноимённой видеоигры Pac-Man. Pacmanvirus очень быстро размножается, и уже через 8 часов после заражения наступает лизис клеток амёб. По размеру вирионов и геномов Pacmanvirus близок к Kaumoebavirus и Faustovirus, а наиболее близкими родственниками Pacmanvirus являются Faustovirus, Asfaviridae и Kaumoebavirus.

### Tupanvirus

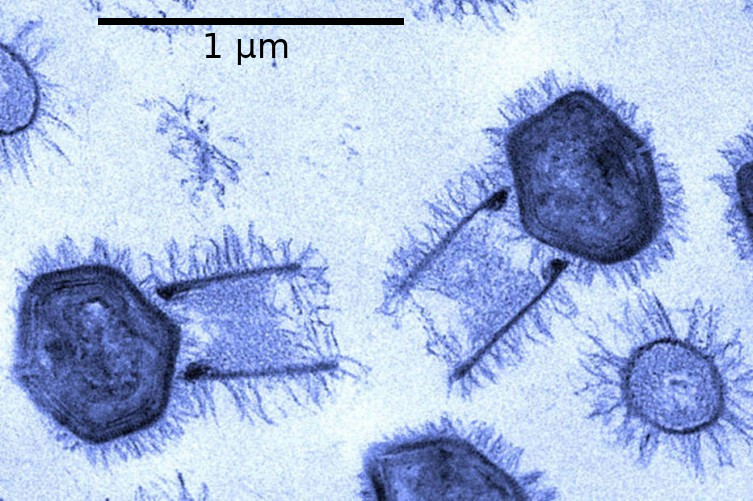
Вирионы Tupanvirus

В феврале 2018 года было объявлено об открытии двух близкородственных гигантских вирусов, получивших названия Tupanvirus Soda Lake и Tupanvirus Deep Ocean согласно происхождению проб воды, из которых они были выделены. Они могут заражать амёб A. castellanii и V. vermiformis. Капсиды Tupanvirus по размеру примерно соответствуют мимивирусным (около 450 нм), однако они также имеют длинный цилиндрический хвост длиной около 550 нм, прикреплённый к основанию капсида. Ни у одного из известных на данный момент вирусов нет таких крупных придатков капсида.
Геном Tupanvirus представлен линейной двухцепочечной ДНК длиной около 1,5 млн п. о. В геноме содержится 1200—1400 открытых рамок считывания, из которых около 380 являются генами-сиротами. Виды рода Tupanvirus — абсолютные рекордсмены среди вирусов по количеству кодируемых компонентов трансляции. По сути, для полного набора им не хватает только рибосом. Они имеют гены около 20 аминоацил-тРНК-синтетаз, 70 тРНК, причем у Tupanvirus Deep Ocean есть даже тРНК для редкой аминокислоты пирролизина, восьми факторов инициации трансляции, одного фактора элонгации и одного фактора терминации, а также ряда вспомогательных белков, участвующих в трансляции. Ближайшие родственники Tupanvirus — мимивирусы, причём настолько близкие, что род Tupanvirus предполагается включить в семейство Mimiviridae.

### Medusavirus
В 2019 году было объявлено об открытии нового гигантского вируса, поражающего амёбу A. castellanii, из воды горячего источника в Японии. Новый вирус получил название Medusavirus. Он имеет икосаэдрический капсид диаметром 260 нм, несущий необычные придатки со сферическими наконечниками. Геном представлен двуцепочечной молекулой ДНК длиной 381 тыс. п. о., в нём закодирован 461 предполагаемый белок. Между Medusavirus и амёбой-хозяином имели место многочисленные акты горизонтального переноса генов в обоих направлениях. Благодаря им в геноме Medusavirus появились гены, кодирующие все пять гистонов и эукариотическую ДНК-полимеразу, а в геноме A. castellanii обнаруживаются гены, кодирующие белки капсида. Морфологически и филогенетически Medusavirus весьма далёк от остальных гигантских вирусов, поэтому первооткрыватели предложили выделить его в собственное семейство Medusaviridae.

## Жизненные циклы
Большинство известных на данный момент гигантских вирусов поражает амёбы рода Acanthamoeba. Однако неизвестно, есть ли у них другие хозяева. Эти амёбы питаются самыми разнообразными микроорганизмами: бактериями, дрожжами и другими грибами, вирусами и водорослями, поэтому в их цитоплазме находится много чужеродной ДНК. Вероятно, мозаицизм геномов гигантских вирусов обусловлен интенсивным горизонтальным переносом генов от «соседей по клетке». Некоторые гигантские вирусы описаны у другого вида амёб — V. vermiformis. Ряд далёких родственников мимивирусов заражает морских жгутиконосцев и одноклеточные водоросли. Попытки использовать для выращивания гигантских вирусов клетки, отличные от амёб, пока не увенчались успехом.
Однако имеются некоторые свидетельства, что гигантские вирусы могут обитать не только в амёбах. Например, эксперименты показали, что мимивирусы могут проникать в фагоцитирующие клетки (моноциты и макрофаги) человека и мыши, а у мышей даже описали мимивирусную инфекцию, затронувшую макрофаги. Показано также, что мимивирус может размножаться в одноядерных периферических кровяных клетках человека, стимулируя выделение интерферона I типа и подавляя экспрессию генов, стимулируемых интерфероном, в этих клетках. Кроме того, вирусы рода Marseillevirus могут проникать в иммортализованные человеческие Т-лимфоциты, и их даже удалось обнаружить в макрофагах из лимфоузлов.
Жизненный цикл гигантских вирусов длится от 6 до 24 часов. Как правило, вирусы оказываются в клетке посредством фагоцитоза, однако вирусы рода Marseillevirus могут попадать в цитоплазму при помощи эндоцитоза. Этим гигантские вирусы значительно отличаются от остальных вирусов, которые проникают в клетку после взаимодействия с рецепторами на её поверхности. После попадания вириона в цитоплазму его внутренняя мембрана, залегающая под капсидом, сливается с мембраной везикулы, и содержимое вириона изливается в цитоплазму. После этого начинается формирование вирусных фабрик — особых зон цитоплазмы, где проходят репликация вирусной ДНК и сборка вирусных частиц. Нередко при инфицировании гигантскими вирусами изменяется и морфология ядра. В клетках, заражённых Pandoravirus или Mollivirus, наблюдаются впячивания ядерной оболочки, а в случае Mollivirus вирусные фабрики даже попадают в ядро. По сути, вирусная фабрика становится функциональным ядром клетки, заражённой вирусом (вироклетки).
Сборка вирионов у гигантских вирусов происходит по-разному. В случае мимивирусов образование внутренней мембраны, сборка капсида, упаковка ДНК и сборка фибрилл происходят последовательно и сопровождаются перемещением вирионов из центра вирусной фабрики к её краям. У Pandoravirus и Mollivirus сборка оболочки и внутреннего содержимого вириона происходят одновременно. Выход вирионов гигантских вирусов сопровождается лизисом клетки амёбы, и только вирионы Mollivirus покидают клетку посредством экзоцитоза.
Судя по наличию в геномах гигантских вирусов генов, кодирующих белки транскрипции и трансляции, в плане репликации они в той или иной мере независимы от клетки-хозяина. Впрочем, Pandoravirus, Mollivirus и один из Marseilleviridae лишены белков, связанных с транскрипцией, поэтому для их репликации всё-таки необходимо ядро амёбы. В случае одного представителя Marseilleviridae транскрипция начинается в вирусной фабрике, но, по-видимому, за счёт привлечения транскрипционного аппарата клетки-хозяина.

## Вирофаги

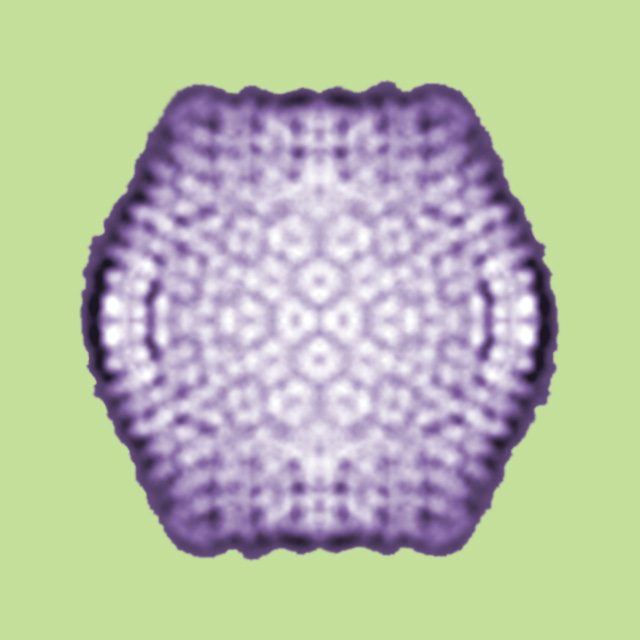
Вирион вирофага Спутник

Вместе с открытием нового члена семейства мимивирусов,[дата?] Mamavirus, был открыт первый вирофаг — вирус, размножение которого зависит от вируса-хозяина. В вирусных фабриках мамавируса обнаружили маленькие икосаэдрические вирионы, не похожие на вирионы Mamavirus. Новый вирус получил название «вирофаг Спутник».
Геномы вирофагов представлены кольцевой ДНК длиной от 17 до 29 тысяч п. о. и содержат 16—34 гена, из которых некоторые гомологичны генам гигантских вирусов. После Спутника описали ещё несколько вирофагов, размножающихся при участии мимивирусов всех трёх линий (А, В и С). Был описан вирофаг, который мог паразитировать только на мимивирусах линий В и С; мимивирусы линии А были к нему устойчивы. Этот вирофаг получил название Замилон. При этом в геноме мимивирусов линии А нашли последовательности, принадлежащие Замилону. Образуемый ими кластер получил название MIMIVIRE (от англ. mimivirus virophage resistant element), и вначале считалось, что принцип его работы схож с работой бактериальных систем CRISPR/Cas, обеспечивающих защиту от бактериофагов. Тем не менее последние исследования говорят о том, что MIMIVIRE не имеет к CRISPR/Cas никакого отношения. Любопытно, что копии геномов вирофагов обнаружены в геноме морской хлорарахниофитовой водоросли Bigelowiella natans.
Гигантские вирусы страдают не только от вирофагов. В 2012 году в геноме одного из мимивирусов были найдены мобильные генетические элементы, получившие название «трансповироны». Трансповироны состоят из семи тысяч п. о. и содержат 6—8 белоккодирующих генов, а на их концах находятся длинные инвертированные повторы. Все трансповироны кодируют белки, содержащие хеликазный домен I типа и домен с цинковыми пальцами типа Cys2His2 (C2H2). По-видимому, для размножения трансповироны используют как собственные белки, так и белки вируса-хозяина. Трансповироны выявляются даже в геномах вирофагов, вставленных в геном водоросли B. natans. Как уже было упомянуто, мобильные генетические элементы (известные как MITEs) выявлены в геноме Pandoravirus salinus. Как и трансповироны, они имеют концевые инвертированные повторы, но не кодируют никаких белков.

## Положение в системе живого мира
Одной из самых необычных черт, отделяющих гигантские вирусы от прочих вирусов, является наличие генов, продукты которых задействованы в трансляции. У Tupanvirus имеется даже полный комплект белков и РНК, необходимых для трансляции, кроме компонентов рибосом. Французский микробиолог Дидье Рауль (впервые изучивший мимивирус) высказал предположение, что гигантские вирусы возникли как результат эволюционной редукции древней клетки и представляют собой четвёртый домен жизни, наряду с археями, бактериями и эукариотами. Возможно, что во время возникновения гигантских вирусов на Земле обитали несколько независимо возникших линий клеточных организмов, из которых до наших дней дожила одна, а гигантские вирусы могут быть потомками одной из вымерших линий.
Однако в строгом смысле слова гигантские вирусы не могут являться доменом, поскольку разделение клеточных организмов на три домена было осуществлено путём сравнения генов рРНК, которых у гигантских вирусов нет. Поэтому в 2013 году Дидье Рауль предложил отказаться от системы трёх доменов и перейти к системе четырёх TRUC — аббревиатура от Things Resisting Uncompleted Classification (с англ. — «сущности, не поддающиеся незавершённой классификации»). Таким образом всю земную жизнь можно подразделить на четыре TRUC — эукариоты, бактерии, археи и гигантские вирусы. При этом остальные вирусы по-прежнему остаются вне системы живого мира. Выделение гигантских вирусов в отдельную ветвь жизни скептически встретил американский биолог Евгений Кунин, который считает, что обособление гигантских вирусов связано с ошибками реконструкции филогении, а большое число генов, общих с клеточными организмами, есть результат горизонтального переноса.
Гигантские вирусы являются микроорганизмами, так как микроорганизмы, по определению, — это организмы, различимые в световой микроскоп, что в полной мере относится к гигантским вирусам.

## Гигантские вирусы и происхождение эукариот
Тот факт, что вирусная фабрика гигантских вирусов, по сути, является ядром заражённой клетки (вироклетки), наводит на мысль, что эволюция гигантских вирусов и эволюция эукариот могут быть тесно связаны. Сходство вирусной фабрики и клеточного ядра отнюдь не поверхностно: обе структуры залегают в цитоплазме, и часто вирусные фабрики окружают себя мембранами эндоплазматического ретикулума, которые служат источником мембран для вирионов. У многих NCLDVs вирусные фабрики собираются вблизи центра организации микротрубочек, который задействован в делении ядра. С помощью атомно-силовой микроскопии было показано, что вирусные фабрики также образуются при слиянии везикул, произошедших от впячивания ядерной оболочки. Наконец, Mollivirus и отчасти Pandoravirus используют в качестве вирусной фабрики само ядро, а в роли источника для внутренних мембран вирионов — ядерные мембраны.
Можно предположить, что клеточное ядро произошло от вирусной фабрики древнего NCLDV, размножавшегося в протоэукариотической клетке. После этого вирусный геном слился с геномом протоэукариотической клетки и утратил способность к формированию вирионов, навеки став частью эукариотического генома.
Предлагался и другой сценарий, согласно которому гигантские вирусы, наоборот, произошли от ядра древней эукариотической клетки. Можно предположить, что клеточное ядро стало вирусной фабрикой, после того как в нём появились гены, необходимые для формирования вирионов. Впрочем, неясно, каким образом в вирион могла упаковаться целая хромосома.
Согласно третьей гипотезе, клеточное ядро появилось в качестве защитной структуры в результате взаимодействия протоэукариотической клетки с вирусом. Ядро давало возможность обезопасить репликацию и транскрипцию генома клетки от действия вируса, однако в ходе эволюции большинство вирусов научилось преодолевать эту преграду.

## Взаимодействие с человеком
Судя по всему, гигантские вирусы распространены в природе очень широко: их удалось обнаружить в пробах морской и пресной вод, а также в образцах почв, собранных по всему миру. Их амёбы-хозяева также распространены очень широко и часто обитают рядом с человеком. Некоторые гигантские вирусы, а именно мимивирусы, удалось выделить из различных животных — устриц, пиявок, мартышек и коров. Marseillevirus выделили из двукрылых насекомых, а фаустовирус однажды был найден в организме мокреца.
Гигантские вирусы неоднократно обнаруживали в биологических материалах, взятых от людей. Они были выявлены в кале и крови здоровых людей, соскобах верхних дыхательных путей больных пневмонией и даже в жидкости для контактных линз, использовавшихся пациентами с кератитом. В 2013 году Marseillevirus обнаружили в крови и лимфоузлах одиннадцатимесячного ребёнка, страдавшего от аденита. Гигантские вирусы часто выявляют в метагеномных данных, связанных с человеком. Так, последовательности, вероятно, принадлежащие мимивирусам, обнаружены в человеческом кале и копролитах, слюне, слизистой вагины. Последовательности, относящиеся к вирофагам, найдены в желудочно-кишечном тракте. Pandoravirus, Pithovirus и Faustovirus были выявлены в плазме крови пациентов, страдающих от разных патологий печени.
Мимивирусы могут проникать в человеческие и мышиные фагоциты. В течение 30 часов после попадания мимивируса в мышиный макрофаг количество вирусной ДНК в клетке значительно увеличивается, а экстракт из заражённых макрофагов приводит к лизису амёб. Также было обнаружено, что мимивирус может размножаться в одноядерных клетках периферической крови человека и подавлять в этих клетках экспрессию генов, стимулированных интерфероном. Через 21 день после заражения Marseillevirus иммортализованных человеческих Т-лимфоцитов в них удалось выявить не только вирусную ДНК, но и целые вирионы. Таким образом, гигантские вирусы могут успешно размножаться и вне амёб.
Мимивирус был обнаружен случайно при исследовании причин вспышки пневмонии. В плазме крови пациентов с пневмонией мимивирусы обнаруживают в существенно бо́льшем количестве, чем у здоровых людей. У пациентов, заразившихся пневмонией уже в больнице, в крови выявляли многочисленные антитела против мимивируса. При этом независимые исследования показали, что в больницах мимивирусы присутствуют в гораздо бо́льшем количестве, чем в обычных помещениях. Был описан один случай заболевшего пневмонией лаборанта, который много работал с мимивирусом голыми руками. В его крови обнаружили антитела к 23 белкам мимивируса, из которых 4 были уникальны для мимивируса. Похожий случай произошёл в 1968 году с лаборантом, не соблюдавшим правила техники безопасности при работе с вирусом Эпштейна — Барр, который в итоге заболел инфекционным мононуклеозом. Как стало известно впоследствии, инфекционный мононуклеоз вызывается именно вирусом Эпштейна — Барр. У двух пациентов, вернувшихся во Францию из поездки в Лаос и страдавших от астении, лихорадки, миалгии и тошноты, в крови выявили антитела к вирофагу Спутник, который паразитирует на мимивирусах.
Таким образом, на данный момент однозначно записать гигантские вирусы в список человеческих патогенов ещё рано, однако можно определённо сказать, что они участвуют в патогенезе многих заболеваний человека.